# Naraštaji ljudskog roda
Na početku Metamorfoza (1, 89-150) Ovidije opisuje kako su se nakon stvaranja svijeta izmijenila četiri vijeka (doba): zlatni, srebrni, brončani i željezni. Prvi je bio u zemaljskom raju, u stanovitoj vrsti Edenskoga vrta ili Arkadije, ali je svaki idući ljudskome rodu donosio sve veći jad i bijedu. Hesiod, rani grčki pjesnik, pisao je o petom, junačkom, vijeku, koji je između brončanog i željeznoga. Tema je bivala ilustrirana ili pojedinačno ili u nizu, obično se ograničavajući na tri vijeka, zlatni, srebrni i željezni, a izostavljao se brončani.
1.  Zlatni vijek. Čovjek je živio u prvobitnoj čednosti (nevinosti), u skladu s drugim ljudima i sa životinjama. Bio je bez alata ili sredstava za obradu zemlje (rahtila), a priproste mu je potrebe zadovoljavala priroda. Hranio se bobama, zrnjem i medom što se cijedio s hrasta (crnike). Saturn, stari rimski bog ratarstva, tada je vladao. Vidimo krajolik s drvećem, rijekama i dalekim planinama. Muškarci i žene zajedno igraju, beru voće ili se izležavaju na travi, među pitomim zvijerima i pticama. Jedu i piju služeći se školjkama umjesto čašama i pladnjima. Može se vidjeti i Kupidon gdje krade med.
2.  Srebrni vijek. Vječno je proljeće minulo, i čovjek mora da sagradi primitivna obitavališta radi zaštite od hladnoće i da nauči orati i sijati. Sad on razlučuje dobro i zlo. Ženska figura pravde s mačem i tezuljom (vagom) vidi se gdje lebdi nad krajobrazom dok se muškarci bave domaćim poslovima.
3. Željezni vijek. Po Ovidiju, željezni je vijek bio prije općega potopa, ali je po Hesiodu, koji je bio pravi beotski ratar žuljevitih ruku, bio u "sadašnjosti", punoj nevolje, kao i pohlepe i pakosti bližnjih. Herodot piše daje željezo otkriveno da rani čovjeka (1,68). Prizor prikazuje vojnike kako napadaju bespomoćne žene i djecu, ili koji samo što nisu preklali figuru ovjenčanu lovorom (personifikaciju učenosti i umjetnosti). Drugi ratnik pljačka hram i odnosi sveto posuđe. U daljini gori grad.
U 17.i 18. stoljeću umjetnici su slijedili Ikonologiju (Iconologia), mitografski rječnik Cesarea Ripe (1593), i prikazivali četiri svjetska vijeka (doba) kao ženske figure s konvencionalnim atributima: lik Zlatnoga vijeka bio je ovjenčan cvijećem, imao je košnicu i maslinovu grančicu; Srebrni je imao lemeš i snop žita; Brončani vitla kopljem; Željezni drži različito oružje i štit sa zmijom ljudske glave (simbol Himbe ili Podmuk-losti).